# What Are You Waiting For?
«What Are You Waiting For?» es una canción de la banda de rock canadiense Nickelback, lanzado a través de Republic Records el 5 de septiembre de 2014 como el segundo sencillo de su octavo álbum de estudio No Fixed Address (2014).

## Video musical
La banda Nickelback anunció que estaban grabando el video musical de la canción, junto con "Edge of a Revolution", el 12 de agosto de 2014 a través de sus cuentas de redes sociales. Sin embargo, en una entrevista con Chad Kroeger en Hard Drive Radio, Chad anunció que el video musical se retrasaría debido a que la banda no estaba de acuerdo con la historia de la canción. También afirmó que la historia se ha vuelto a grabar varias veces. Para mantener a los fanáticos, Nickelback lanzó el video de audio el 11 de septiembre de 2014 y el video con la letra de la canción a través de su cuenta de YouTube Vevo el 26 de septiembre de 2014.

## Posicionamiento en lista
| Lista (2014–16)                               | Mejor posición |
| --------------------------------------------- | -------------- |
| Alemania (Offizielle Deutsche Charts)         | 11             |
| Australia (ARIA)                              | 40             |
| Austria (Ö3 Austria Top 40)                   | 6              |
| Bélgica (Flandes) (Ultratip Bubbling Under)   | 6              |
| Canadá (Canadian Hot 100)                     | 29             |
| Canadá (Canada AC)                            | 9              |
| Canadá (Hot AC)                               | 16             |
| Dinamarca (Tracklisten)                       | 38             |
| Eslovenia (SloTop50)                          | 20             |
| Estados Unidos (Adult Top 40)                 | 26             |
| Estados Unidos (Bubbling Under Hot 100)       | 2              |
| Estados Unidos (Hot Rock & Alternative Songs) | 11             |
| Polonia (Polish Airplay Top 100)              | 3              |
| Suiza (Schweizer Hitparade)                   | 7              |